# Guerra Creek (1813-1814)
La Guerra Creek (1813-1814), también conocida como Guerra de los Bastones Rojos y Guerra Civil Creek, fue una guerra regional entre facciones Creek opuestas, los imperios europeos y los Estados Unidos, que tuvo lugar principalmente en la actual Alabama y a lo largo de la Costa del Golfo. Los principales conflictos de la guerra tuvieron lugar entre las unidades de la milicia estatal y los Bastones Rojos.
La Guerra Creek fue parte de las Guerras Indias que duraron siglos. Por lo general, se considera parte de la guerra anglo-estadounidense de 1812 porque estuvo influenciada por la Guerra de Tecumseh en el Viejo Noroeste, coincidió con la guerra entre Estados Unidos y Gran Bretaña e involucró a muchos de los mismos participantes. Los Bastones Rojos habían buscado el apoyo británico y habían ayudado al almirante Cochrane en su avance hacia Nueva Orleans.
La Guerra Creek comenzó como un conflicto dentro de la Confederación Creek, pero las unidades de la milicia local se involucraron rápidamente. Los comerciantes británicos en Florida, así como el gobierno español, proporcionaron armas y suministros a los Bastones Rojos debido a su interés compartido en evitar la expansión de los Estados Unidos en sus áreas. El gobierno de Estados Unidos formó una alianza con la Nación Choctaw y la Nación Cheroqui (los enemigos tradicionales de los Creek), junto con los Creek restantes para sofocar la rebelión.
La guerra terminó efectivamente con el Tratado del Fuerte Jackson (agosto de 1814), cuando el general Andrew Jackson obligó a la Confederación Creek a ceder más de 21 millones de acres en lo que ahora es el sur de Georgia y el centro de Alabama.

## Trasfondo
La militancia Creek fue una respuesta a la creciente invasión cultural y territorial de los Estados Unidos en sus tierras tradicionales. La designación alternativa como la Guerra Civil Creek proviene de las divisiones dentro de la tribu sobre asuntos culturales, políticos, económicos y geográficos. En el momento de la Guerra Creek, los Upper Creek controlaban los ríos Coosa, Tallapoosa y Alabama que conducían a Mobile, mientras que los Lower Creek controlaban el río Chattahoochee, que desembocaba en Bahía Apalachicola. Los Lower Creek eran socios comerciales de los Estados Unidos y, a diferencia de los Upper Creek, habían adoptado más de sus prácticas culturales.

### Conflicto territorial
Las provincias del este y oeste de Florida estaban gobernadas por españoles, y firmas británicas como Panton, Leslie y Cía. Proporcionaban la mayor parte de los productos comerciales en el territorio de los Creek. Pensacola y Mobile, en la Florida española, controlaban las salidas de los ríos del territorio de Misisipi (establecido en 1798).
Los conflictos territoriales entre Francia, España, Gran Bretaña y los Estados Unidos a lo largo de la Costa del golfo que previamente habían ayudado a los Creek a mantener el control sobre la mayor parte del territorio suroeste de los Estados Unidos habían cambiado dramáticamente debido a las Guerras Napoleónicas, la Rebelión de Florida y la Guerra de 1812. Esto hizo que las antiguas alianzas comerciales y políticas de los Creek fueran más frágiles que nunca.
Durante y después de la Revolución de las Trece Colonias, Estados Unidos deseaba mantener la Línea Indígena que había sido establecida por la Proclamación Real de 1763. La Línea Indígena creó un límite para los asentamientos coloniales con el fin de evitar la invasión ilegal de tierras indígenas y también ayudó al gobierno de los Estados Unidos a mantener el control sobre el comercio indígena. Los comerciantes y colonos violaron a menudo los términos de los tratados que establecían la Línea Indígena, y los asentamientos fronterizos de los colonos en tierras indígenas fue uno de los argumentos que utilizó Estados Unidos para expandir su territorio.
En el Tratado de Nueva York (1790), el Tratado de Colerain (1796), el Tratado de Fort Wilkinson (1802) y el Tratado de Fort Washington (1805), los Creek cedieron su territorio de Georgia al este del río Ocmulgee. En 1804, Estados Unidos reclamó la ciudad de Mobile en virtud de la Mobile Act. El tratado de 1805 con los Creek también había permitido la creación de una Carretera Federal que unía Washington con la ciudad portuaria recién adquirida de Nueva Orleans, que se extendía parcialmente a través de los territorios de los Creek.
Estos crecientes acaparamientos territoriales hacia el oeste en territorio de los Creek (que incluía partes de la Florida española), junto con la Compra de Luisiana (que ni los británicos ni los españoles reconocieron en ese momento), obligaron a los gobiernos británico y español a fortalecer las alianzas existentes con los Creek. En 1810, tras la ocupación de Baton Rouge durante la Rebelión de Florida Occidental, Estados Unidos envió una fuerza expedicionaria para ocupar Mobile. Como resultado, Mobile fue ocupada conjuntamente por débiles soldados estadounidenses y españoles hasta que el secretario de Guerra John Armstrong ordenó al general James Wilkinson que obligara a los españoles a entregar el control de la ciudad en febrero de 1813.
Mediante la guerra Patriota y la guerra Seminola EE. UU. ocupó partes del este de Florida entre 1811 y 1815. Después de que Fort Charlotte se rindió en abril, los españoles se enfocaron en proteger a Pensacola de los Estados Unidos. Los españoles decidieron apoyar a los Creek en un ataque a los Estados Unidos y en defensa de su patria, pero se vieron muy obstaculizados por su débil posición en las Floridas y la falta de suministros incluso para su propio ejército.

### Asimilación cultural y renacimiento religioso

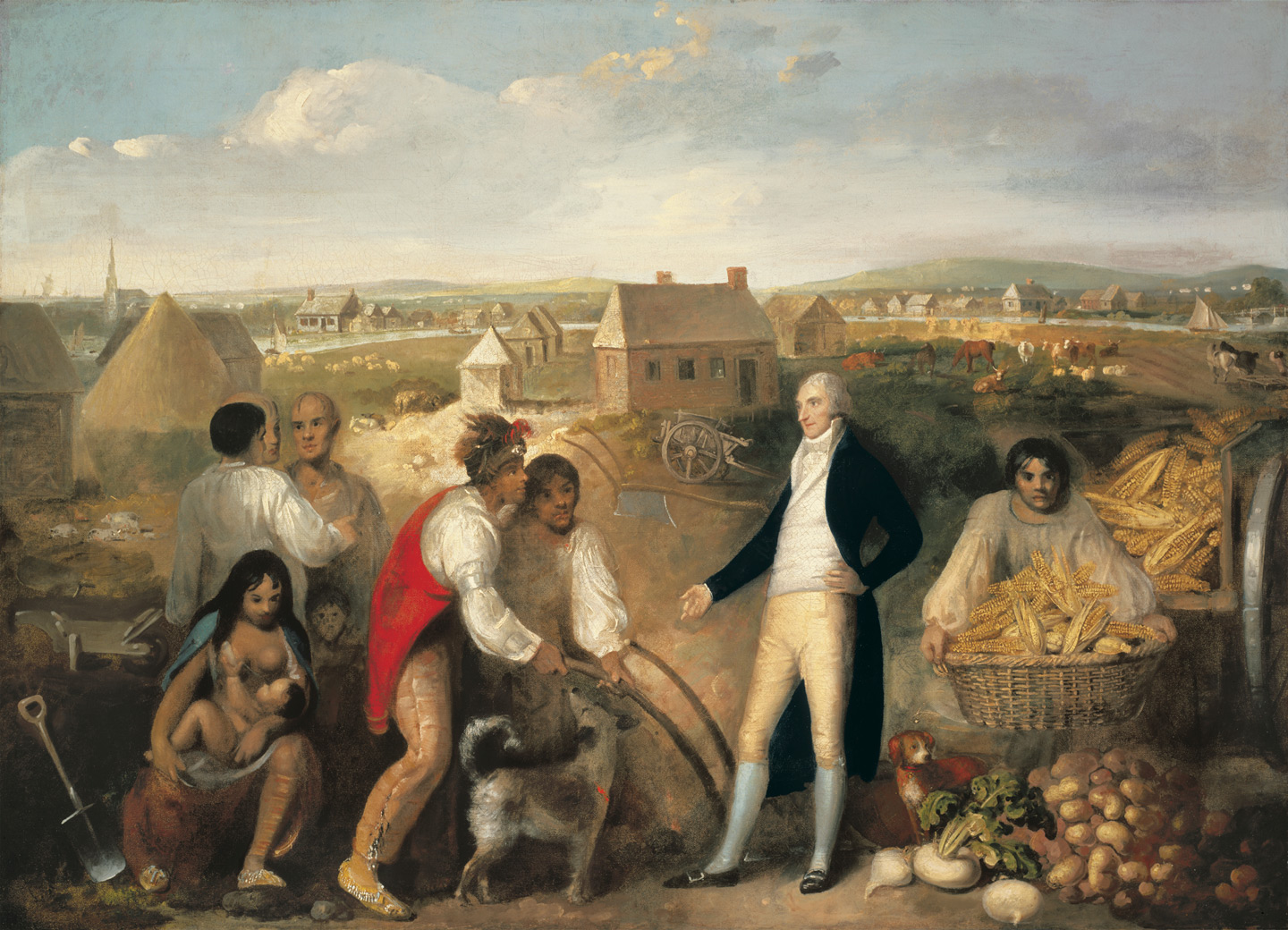
Pintura (1805) de Benjamin Hawkins en su plantación, instruyendo a los Muscogee Creek sobre la tecnología europea.

La escisión de los pueblos creek a lo largo de líneas progresistas y nativistas tuvo raíces que se remontan al siglo XVIII, pero llegó a un punto crítico después de 1811. La militancia del Palo Rojo fue una respuesta a las crisis económicas y culturales en la sociedad creek causadas por la adopción de la cultura y los bienes comerciales occidentales. Desde el siglo XVI, los Creek habían formado exitosas alianzas comerciales con los imperios europeos, pero la drástica caída en el precio de la piel de ciervo de 1783 a 1793 hizo que a los individuos les resultara más difícil pagar su deuda, mientras que al mismo tiempo el proceso de asimilación hizo que los bienes estadounidenses fueran más necesarios. Los Bastones Rojos resistieron particularmente los programas de civilización administrados por el agente indígena estadounidense Benjamin Hawkins, quien tenía alianzas más fuertes entre las ciudades de Lower Creek. Algunos de los Creek "progresistas" comenzaron a adoptar prácticas agrícolas estadounidenses conforme iba desapareciendo su caza y más colonos anglos se asimilaban a los pueblos y familias de Creek.
Entre los líderes de las ciudades de Lower Creek en la actual Georgia figuran Bird Tail King (Fushatchie Mico) de Cusseta; El Principito (Tustunnuggee Hopoi) de Broken Arrow, y William McIntosh (Tunstunuggee Hutkee, Guerrero Blanco) de Coweta. Muchos de los jefes creek más destacados antes de la Guerra de los Creek eran "mestizos" como William McGillivray y William McIntosh (que estaban en bandos opuestos de la Guerra Civil Creek).
Antes de la Guerra Creek y la guerra anglo-estadounidense, la mayoría de los políticos estadounidenses consideraban que la remoción era la única alternativa a la asimilación de los pueblos nativos a la cultura occidental. Los creek, por otro lado, mezclaron su propia cultura con los bienes comerciales y los términos políticos adoptados, y no tenían intención de abandonar sus tierras.
La americanización de los Creek fue más frecuente en el oeste de Georgia entre los Lower Creek que en los pueblos de Upper Creek, y provino de procesos internos y externos. La presión del gobierno de Estados Unidos y de Benjamin Hawkins sobre los Creek para que se asimilaran contrastaba con la mezcla más natural de culturas que provenía de una larga tradición de cohabitación y apropiación cultural, comenzando con los comerciantes blancos en el país indígena.
El líder de la Tribu Shawnee, Tecumseh, llegó al área para alentar a los pueblos a unirse a su movimiento para expulsar a los estadounidenses de los territorios de los nativos americanos. Había unido tribus en el noroeste (Ohio y territorios relacionados) para luchar contra los colonos estadounidenses después de la Guerra de Independencia. En 1811, Tecumseh y su hermano Tenskwatawa asistieron al consejo anual Creek en Tukabatchee. Tecumseh pronunció un discurso de una hora ante una audiencia de 5000 creek, así como una delegación estadounidense que incluía a Hawkins. Aunque los estadounidenses rechazaron a Tecumseh por considerarlo una amenaza, su mensaje de resistencia a la invasión anglosajona fue bien recibido entre los creek y los seminolas, especialmente entre los ancianos y los jóvenes más conservadores/tradicionales.
La movilización de reclutas para la causa de Tecumseh fue reforzada por el Gran Cometa de 1811 y los terremotos de Nuevo Madrid de 1811–12, que se tomaron como evidencia de los poderes sobrenaturales de Tecumseh. El grupo de guerra se unió a los profetas que habían viajado con Tecumseh y permanecieron con los Creek e influenciaron a los líderes religiosos recién convertidos de los Creek. Peter McQueen de Talisi (ahora Tallassee, Florida); Josiah Francis (Hillis Hadjo) (Francisco el Profeta) de Autaga, una ciudad de Koasati; y el alto jefe Jim (Cusseta Tustunnuggee) y Paddy Walsh, ambos Alabama, estuvieron entre los líderes espirituales que respondieron a las preocupaciones crecientes y al mensaje profético. La facción militante de Creek se opuso a las políticas oficiales del Consejo de la Confederación Creek, particularmente en lo que respecta a las relaciones exteriores con los Estados Unidos. El partido de guerra en ascenso comenzó a llamarse Bastones Rojos en ese momento, (En la cultura Creek, los 'bastones' rojos o garrotes de guerra simbolizan la guerra, mientras que los palos blancos representan la paz).

## Curso de la guerra

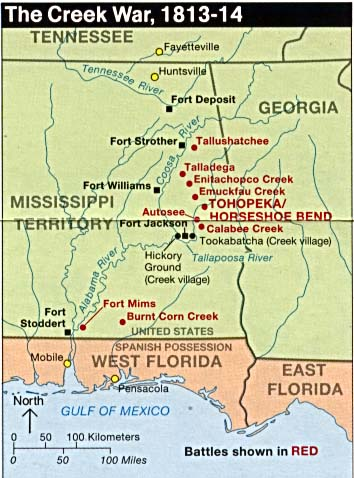
Mapa de los sitios de batalla en la Guerra Creek.

Los creek que no apoyaban la guerra se convirtieron en blanco de los profetas y sus seguidores, y comenzaron a ser asesinados mientras dormían o quemados vivos. Los guerreros del partido de los profetas también comenzaron a atacar la propiedad de sus enemigos, quemando plantaciones y matando ganado. La primera gran ofensiva de la guerra civil fue el ataque de Red Stick en la ciudad de Upper Creek, y sede del consejo, en Tuckabatchee el 22 de julio de 1813.
En Georgia, un grupo de guerra Creek "amistoso" organizado bajo William McIntosh, Big Warrior y Little Prince atacó a 150 guerreros Yuchi que viajaban para reunirse con los bastones rojos en el Territorio de Misisipi. Después de esta ofensiva a principios de octubre de 1813, el partido quemó varias ciudades de los Bastones Rojos antes de retirarse a Coweta.
Aunque hubo algunos ataques limitados contra los blancos en 1812 y principios de 1813, Hawkins no creía que la interrupción en la nación Creek o el aumento de los bailes de guerra fueran un motivo de preocupación. En un caso, en febrero de 1813, un pequeño grupo de guerra de los Bastones Rojos, dirigido por Little Warrior, regresaba de Detroit cuando mataron a dos familias de colonos a lo largo del río Ohio. Hawkins exigió que los creek  entregaran a Little Warrior y a sus seis compañeros, procedimiento operativo estándar entre las naciones hasta ese momento.
Los primeros enfrentamientos entre los Bastones Rojos y las fuerzas estadounidenses se produjeron el 21 de julio de 1813. Un grupo de milicias territoriales interceptó a un grupo de Bastones Rojos que regresaban de la Florida española, donde habían adquirido armas del gobernador español en Pensacola. Los Bastones Rojos escaparon y los soldados saquearon lo que encontraron. Al ver a los estadounidenses saquear, los creek se reagruparon y atacaron y derrotaron a los estadounidenses. La Batalla de Burnt Corn, como se conoció el intercambio, amplió la Guerra Civil Creek para incluir a las fuerzas estadounidenses.
Los jefes Peter McQueen y William Weatherford dirigieron un ataque al Fuerte Mims, al norte de Mobile, el 30 de agosto de 1813. El objetivo de los Bastones Rojos era atacar a los mestizos Creek del asentamiento Tensaw que se habían refugiado en el fuerte. Los guerreros atacaron el fuerte y mataron a un total de 400 a 500 personas, incluidas mujeres y niños y numerosos colonos blancos. El ataque se conoció como la masacre del Fuerte Mims y se convirtió en una causa de unión para la milicia estadounidense.
Posteriormente, los Bastones Rojos atacaron otros fuertes en el área, incluido el Fuerte Sinquefield. El pánico se extendió entre los colonos a lo largo de la frontera suroeste y exigieron la intervención del gobierno de Estados Unidos. Las fuerzas federales estaban ocupadas luchando contra las tribus británicas y del norte de Woodland, lideradas por el jefe Shawnee Tecumseh en el noroeste. Los estados afectados convocaron milicias para hacer frente a la amenaza.
Después de la batalla de Burnt Corn, el Secretario de Guerra de los Estados Unidos, John Armstrong, notificó al general Thomas Pinckney, Comandante del 6.º Distrito Militar, que Estados Unidos estaba preparado para tomar medidas contra la Confederación Creek. Además, si se descubría que España apoyaba a los creek, se produciría un asalto a Pensacola.
El general de brigada Ferdinand Claiborne, un comandante de la milicia en el territorio de Misisipi, estaba preocupado por la debilidad de su sector en la frontera occidental del territorio creek y abogó por los ataques preventivos. Pero el general de división Thomas Flourney, comandante del séptimo distrito militar, rechazó sus solicitudes. Tenía la intención de llevar a cabo una estrategia defensiva estadounidense. Mientras tanto, los colonos de esa región buscaron refugio en fortines.
La legislatura de Tennessee autorizó al gobernador Willie Blount a reunir 5.000 milicianos para un período de servicio de tres meses. Blount llamó a una fuerza de 2500 hombres del oeste de Tennessee bajo el mando del coronel Andrew Jackson para "repeler una invasión que se acerca... y brindar ayuda y alivio al Territorio de Misisipi". También convocó una fuerza de 2.500 hombres del este de Tennessee bajo el mando del mayor general John Alexander Cocke. Jackson y Cocke no estaban listos para mudarse hasta principios de octubre.
Además de las acciones estatales, el agente indígena estadounidense Hawkins organizó el amistoso "Lower Town Creek bajo el mando del mayor William McIntosh, un jefe indio" para ayudar a las milicias de Georgia y Tennessee en acciones contra los Bastones Rojos. A pedido del Agente Federal Jefe Return J. Meigs (llamado Águila Blanca por los indígenas debido al color de su cabello), la Nación Cheroqui votó para unirse a los estadounidenses en su lucha contra los Bastones Rojos. Bajo el mando del mayor jefe Ridge, 200 Cheroquis lucharon con la Milicia de Tennessee bajo el mando del coronel Andrew Jackson.
La fuerza del los Bastones Rojos estaba formada por 4000 guerreros, que poseían quizás 1000 mosquetes. Nunca habían estado involucrados en una guerra a gran escala, ni siquiera contra los vecinos indígenas americanos. Al principio de la guerra, el general Cocke observó que las flechas "forman una parte muy importante de las armas del enemigo para la guerra, cada hombre tiene un arco con un haz de flechas, que se utiliza después del primer disparo con el arma hasta un tiempo libre para cargar ofertas". Muchos Creek intentaron seguir siendo amigos de Estados Unidos; pero, después de la Masacre del Fuerte Mims, pocos estadounidenses en la región distinguieron entre los Creek amistosos y los hostiles.
La Tierra Santa (Econochaca), ubicada cerca de la unión de los ríos Alabama y Coosa, era el corazón de la Confederación de los Bastones Rojos. Fueron unas 150 millas (240 km) desde el punto de suministro más cercano disponible para cualquiera de los tres ejércitos estadounidenses. La ruta de ataque más fácil era desde Georgia a través de la línea de fuertes en la frontera y luego a lo largo de una carretera que conducía a las ciudades de los Creek Superiores cerca de Holy Ground, incluida la cercana Hickory Ground. Otra ruta estaba al norte de Mobile a lo largo del río Alabama. La ruta de avance de Jackson fue al sur de Tennessee a través de un terreno montañoso y sin caminos.

### Campaña de Georgia
En agosto, el Ejército de Voluntarios de Georgia y la milicia estatal se habían movilizado en previsión de la guerra con los Creek. La noticia del Fuerte Mims llegó por primera vez a Georgia el 16 de septiembre y se tomó como base legal para iniciar una ofensiva militar. Además, Benjamin Hawkins le escribió a Floyd el 30 de septiembre que el grupo de guerra de los Bastones Rojos había "recibido 25 armas pequeñas" en Pensacola. La preocupación inmediata de la fuerza fue la defensa de la "Línea Indígena" de Georgia, que separaba el territorio indígena del territorio estadounidense en el río Ocmulgee.
La proximidad de los condados de Jasper y Jones a las ciudades hostiles de los Creek resultó en un regimiento de milicias voluntarias de Georgia bajo el mando del mayor general David Adams. John Floyd fue nombrado general del principal ejército de Georgia (en septiembre de 1812 y contaba con 2.362 hombres). El Ejército de Georgia fue ayudado por Cheroquis y aliados independientes de los Creek, así como por varias milicias voluntarias de Georgia. La tarea de Floyd era avanzar hasta el cruce de los ríos Coosa y Tallapoosa y unirse al Ejército de Tennessee.
Debido a que el estado no consiguió los suministros lo suficientemente temprano en el año, Floyd ganó unos meses para entrenar a sus hombres en el Fuerte Hawkins. El 24 de noviembre, el general Floyd cruzó Chattahoochee y estableció el Fuerte Mitchell, donde se unieron a él entre 300 y 400 Creek de Coweta, organizado bajo McIntosh. Con estos aliados y 950 de sus hombres, Floyd comenzó su avance hacia la unión de los ríos Coosa y Tallapoosa, donde se suponía que debía reunirse con Jackson. Su primer objetivo fue la ciudad principal de Autossee en el río Tallapoosa, un bastión de los Bastones Rojos a solo 20 millas del río Coosa. El 29 de noviembre atacó Autossee. Las pérdidas de Floyd fueron 11 muertos y 54 heridos. Floyd estimó que murieron 200 creek. Habiendo logrado la destrucción de la ciudad, Floyd regresó al Fuerte Mitchell.
El segundo grupo avanzó hacia el oeste de las tropas de Floyd, partió del Fuerte Mitchell con una fuerza de 1100 milicianos y 400 creek amigos. En el camino fortificaron el Fuerte Bainbridge y Fuerte Hull en la carretera federal. El 26 de enero de 1813, establecieron un campamento en Callabee Creek cerca del sitio abandonado de Autossee. Los jefes de los Bastones Rojos, William Weatherford, Paddy Walsh, High-head Jim y William McGillivray reunieron una fuerza combinada de al menos 1300 guerreros para detener el avance. Esta fue la fuerza combinada más grande reunida por los creek durante toda la guerra. El 29 de enero, los Bastones Rojos lanzaron un ataque contra el campamento estadounidense al amanecer. Después del amanecer, el ejército de Floyd rechazó el ataque. Las cifras de bajas varían para la fuerza de Floyd, de 17 a 22 muertos y 132 a 147 heridos. Floyd estimó que las bajas de los Bastones Rojos fueron 37 muertos, incluido el Jefe Alto Jim. Georgia se retiró al Fuerte Mitchell con Floyd, quien resultó gravemente herido en la pierna. La "Batalla de Calebee Creek" fue la última operación ofensiva de la Campaña de Georgia.

### Milicia de Misisipi
En octubre, el general Thomas Flourney organizó una fuerza de alrededor de 1000 hombres —compuesta por la Tercera Infantería de los Estados Unidos, milicias, voluntarios e indígenas choctaw— en el Fuerte Stoddert. El general Claiborne, a quien se le ordenó devastar la propiedad Creek cerca del cruce de Alabama y Tombigbee, avanzó desde Fuerte St. Stephen. Logró algo de destrucción pero ningún combate militar. Aproximadamente al mismo tiempo, el capitán Samuel Dale dejó el Fuerte Madison (cerca de Suggsville) en dirección sur hacia el río Alabama. El 12 de noviembre, un pequeño grupo remó para interceptar una canoa de guerra. Dale terminó solo en la canoa en un combate cuerpo a cuerpo con cuatro guerreros, un encuentro que se conoció como Canoe Fight.
Continuando hasta un punto de unas 85 millas (140 km) al norte del Fuerte Stoddert, Claiborne estableció el Fuerte Claiborne. El 23 de diciembre, se encontró con una pequeña fuerza en Econochaca y quemó 260 casas. William Weatherford casi fue capturado durante este enfrentamiento. Las bajas para la Milicia de Misisipi fueron 1 muerto y 6 heridos. Sin embargo, 30 soldados creek murieron en el enfrentamiento. Debido a la escasez de suministros, Claiborne se retiró a al Fuerte St. Stephens.

### Milicia de Carolina del Norte y Carolina del Sur
La brigada de tropas del general Joseph Graham de Carolina del Norte y del Sur (incluida la milicia de Carolina del Sur del coronel Nash) se desplegó a lo largo de la frontera de Georgia para hacer frente a los Bastones Rojos. El regimiento de milicias voluntarias de Carolina del Sur del coronel Reuben Nash viajó desde Carolina del Sur a fines de enero de 1814. La milicia marchó hasta el inicio de Federal Road en Augusta, Georgia caminando hacia el Fuerte Benjamin Hawkins (en la actual Macon, Georgia) en ruta para reforzar las diversas fortalezas, incluido el Fuerte Mitchell (en la moderna Phenix City, Alabama). Otras compañías del regimiento de Nash estaban en el Fuerte Mitchell en julio de 1814. La brigada de Graham participó en solo unas pocas escaramuzas antes de regresar a casa.

### Campaña de Tennessee
Aunque la misión de Jackson era derrotar a los creek, su objetivo más amplio era avanzar hacia Pensacola. El plan de Jackson era moverse hacia el sur, construir carreteras, destruir las ciudades de los Creek Superiores y luego proceder a Mobile para organizar un ataque contra Pensacola, ocupada por los españoles. Tenía dos problemas: logística y alistamientos cortos. Cuando Jackson comenzó su avance, el río Tennessee estaba bajo, lo que dificultaba el traslado de suministros y había poco forraje para sus caballos.
El 10 de octubre, Jackson, junto con 2.500 soldados, partió en la expedición llevando el brazo en cabestrillo y estableció el Fuerte Strother como base de suministros. El 3 de noviembre, su principal oficial de caballería, el general de brigada John Coffee, derrotó a una banda de Bastones Rojos en la batalla de Tallushatchee. Fue una batalla brutal, y muchos Bastones rojos, incluidas algunas mujeres y niños, murieron. Después de esto, Jackson recibió una llamada de ayuda de 150 creek aliados asediados por 700 Bastones Rojos. Jackson marchó con sus tropas para aliviar el asedio y obtuvo otra victoria decisiva en la Batalla de Talladega el 9 de noviembre.

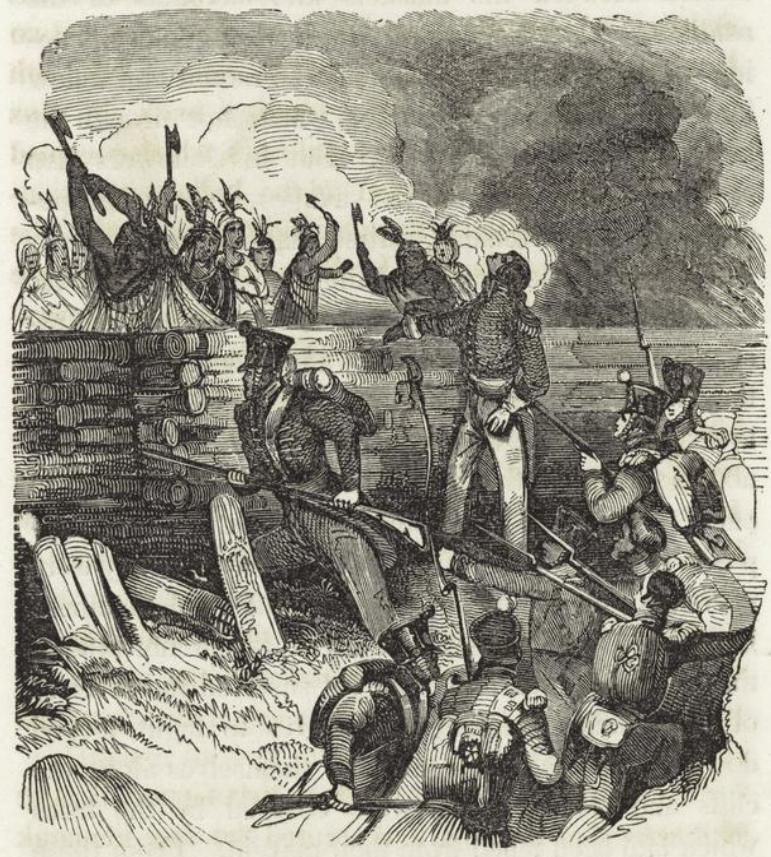
Tropas estadounidenses asaltan el parapeto en Horseshoe Bend.

Sin embargo, después de Talladega, Jackson se vio afectado por la escasez de suministros y los problemas de disciplina derivados de los alistamientos a corto plazo de sus hombres. Cocke, con la Milicia del este de Tennessee, salió al campo el 12 de octubre. Su ruta de marcha fue de Knoxville a Chattanooga y luego a lo largo del río Coosa hacia el Fuerte Strother. Debido a la rivalidad entre las milicias del Este y Oeste de Tennessee, Cocke no tenía prisa por unirse a Jackson, particularmente después de que enfureció a Jackson al atacar por error una aldea amiga el 17 de noviembre. Cuando finalmente llegó al Fuerte Strother el 12 de diciembre, a los hombres del este de Tennessee solo les quedaban 10 días de alistamiento. Jackson no tuvo más remedio que despedirlos. Además, el General Coffee, que había regresado a Tennessee para volver a montar, le escribió a Jackson que la caballería había desertado. A fines de 1813, Jackson tenía un solo regimiento cuyos alistamientos debían expirar a mediados de enero.
Aunque el gobernador Blount había ordenado un nuevo dique de 2500 soldados, Jackson no estaría en plena forma hasta finales de febrero. Cuando un reclutamiento de 900 soldados llegó inesperadamente el 14 de enero, Jackson se redujo a un cuadro de 103 soldados y Coffee, que habían sido "abandonados por sus hombres".
Dado que los nuevos hombres tenían contratos de alistamiento de solo sesenta días, Jackson decidió aprovechar al máximo su fuerza no probada. Partió desde el Fuerte Strother el 17 de enero y marchó hacia el pueblo de Emuckfaw para cooperar con la Milicia de Georgia. Sin embargo, esta fue una decisión arriesgada. Fue una larga marcha a través de un terreno difícil contra una fuerza numéricamente superior, los hombres eran inexpertos, indisciplinados e insubordinados, y una derrota habría prolongado la guerra. Después de dos batallas indecisas en Emuckfaw y Enotachopo Creek, Jackson regresó al Fuerte Strother y no reanudó la ofensiva hasta mediados de marzo.
La llegada de la 39° Infantería de los Estados Unidos el 6 de febrero de 1814, proporcionó a Jackson un núcleo disciplinado para su fuerza, que finalmente creció a unos 5.000 hombres. Después de que el gobernador Blount ordenó el segundo reclutamiento de la milicia de Tennessee, Cocke, con una fuerza de 2.000 hombres durante seis meses, marchó una vez más desde Knoxville al Fuerte Strother. Los hombres de Cocke se amotinaron cuando supieron que los hombres de Jackson solo tenían alistamientos de tres meses. Cocke trató de apaciguar a sus hombres, pero Jackson entendió mal la situación y ordenó el arresto de Cocke como instigador. La milicia del este de Tennessee informó al Fuerte Strother sin más comentarios sobre su período de servicio. Cocke fue absuelto más tarde.
Jackson pasó el mes siguiente construyendo carreteras y entrenando a su fuerza. A mediados de marzo, se movió contra la fuerza de los Bastones Rojos concentrada en Tallapoosa. Primero se trasladó hacia el sur a lo largo del río Coosa, aproximadamente la mitad de la distancia hasta la posición Creek, y estableció un nuevo puesto de avanzada en el Fuerte Williams. Dejando otra guarnición allí, se trasladó a Tohopeka con una fuerza de unos 3000 combatientes efectivos aumentada por 600 aliados Cheroqui y Creek Inferiores. La Batalla de Horseshoe Bend, que ocurrió el 27 de marzo, fue una victoria decisiva para Jackson, que puso fin a la resistencia de los Bastones Rojos.

## Resultados

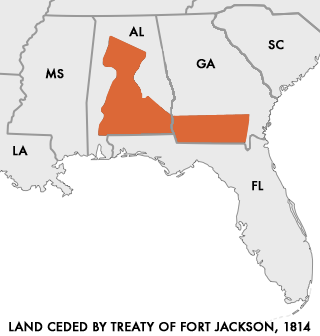
Territorio cedido por la Confederación Creek en 1814 en virtud del Tratado de Fort Jackson

El 9 de agosto de 1814, Andrew Jackson obligó a los jefes de las ciudades superiores e inferiores de los Creek a firmar el Tratado del Fuerte Jackson. A pesar de la protesta de los jefes Creek que habían luchado junto a Jackson, la nación Creek cedió 21,086,793 acres (85,335 km²) de tierra —aproximadamente la mitad de la actual Alabama y parte del sur de Georgia— para el gobierno estadounidense. Aunque la Guerra Creek fue en gran parte una guerra civil entre los Creek, Andrew Jackson no reconoció ninguna diferencia entre sus aliados los Creek Inferiores y sus enemigos los Bastones Rojos que lucharon contra él. Tomó las tierras de ambos por lo que consideraba las necesidades de seguridad de Estados Unidos. Jackson obligó a los Creek a ceder 1,9 millones de acres (7700 km²) que también fue reclamado como coto de caza de la nación Cheroqui, que también había luchado como aliados de Estados Unidos durante la Guerra Creek.
Con los Bastones Rojos sometidos, Jackson centró su atención en la región de la Costa del Golfo en la Guerra de 1812. Por su propia iniciativa, invadió la Florida española y expulsó a una fuerza británica de Pensacola. Derrotó a los británicos en la batalla de Nueva Orleans el 8 de enero de 1815. En 1818, Jackson invadió nuevamente Florida, donde algunos de los líderes de los Bastones Rojos habían huido, un evento conocido como la primera guerra semínola.
Como resultado de estas victorias, Jackson se convirtió en una figura nacional y finalmente se convirtió en el séptimo presidente de los Estados Unidos en 1829. Como presidente, Andrew Jackson abogó por la Ley de Traslado Forzoso de los Indios, aprobada por el Congreso en 1830, que autorizaba la negociación de tratados para el intercambio de tierras y el pago de anualidades, y autorizaba la remoción de las tribus del sureste al Territorio indígena, al oeste del río Misisipi.

## Otras lecturas
- Richard D. Blackmon. La guerra de la cala, 1813-1814. Washington, DC: Centro de Historia Militar, Ejército de los Estados Unidos, 2014.
- Mike Bunn y Clay Williams. Batalla por la frontera sur: la guerra de Creek y la guerra de 1812 . The History Press, 2008.
- Kathryn E. Holland Braund. Deerskins y Duffels: el comercio de los indios creek con Anglo-America, 1685–1815 . Prensa de la Universidad de Nebraska, 2006.
- Benjamin W. Griffith Jr. McIntosh y Weatherford: Líderes indígenas de la cala . Prensa de la Universidad de Alabama, 1998.
- Angela Pulley Hudson. Caminos de riachuelos y caminos federales: indios, colonos y esclavos y la creación del sur de Estados Unidos . Prensa de la Universidad de Carolina del Norte, 2010.
- Roger L. Nichols. Naciones guerreras: los Estados Unidos y los pueblos indígenas. Norman, Oklahoma: Prensa de la Universidad de Oklahoma, 2013.
- Frank L. Owsley Jr. Lucha por las zonas fronterizas del Golfo: La Guerra de los Creek y la Batalla de Nueva Orleans, 1812–1815 . Prensa de la Universidad de Alabama, 2000.
- Claudio Saunt. Un nuevo orden de cosas: propiedad, poder y la transformación de los indios creek, 1733–1816 . Prensa de la Universidad de Cambridge, 1999.
- Gregory A. Waselkov. Un espíritu conquistador: Fort Mims y la guerra del palo rojo de 1813-1814 . Prensa de la Universidad de Alabama, 2006.
- J. Leitch Wright Jr. Arroyos y Seminoles: La Destrucción y Regeneración del Pueblo Muscogulge . Prensa de la Universidad de Nebraska, 1990.